# Lorenz Maier
Lorenz Maier (* im 20. Jahrhundert) ist ein deutscher Historiker und pensionierter Gymnasiallehrer, der auch in der Lehrerausbildung tätig war. Er veröffentlicht zur bayerischen Landesgeschichte, insbesondere zur Gründungsphase der Stadt München und der regionalen Geschichte des Salzbaus und Salzhandels.

## Leben
Maier wurde 1988 an der Universität München mit einer von Karl Bosl betreuten Arbeit über die frühe Geschichte Münchens promoviert. Von 1992 bis 1996 war er am Haus der Bayerischen Geschichte in Augsburg angestellt, wo er unter anderem die Ausstellungen Herzöge und Heilige (1993 in Andechs) und Salz Macht Geschichte (1995 u. a. in Bad Reichenhall) konzipierte und eine Bibliographie Karl Bosls erstellte. Maier ist Studiendirektor außer Dienst (a. D.). Er war Seminarlehrer für Studienreferendare am Maria-Theresia-Gymnasium München und Landesfachberater für die gymnasiale Seminarausbildung im Fach Geschichte beim bayerischen Staatsinstitut für Schulqualität und Bildungsforschung.

## Werk
Maiers Beiträge zur frühen Münchener Stadtgeschichte sind grundlegend. Der Historiker Georg Schwaiger hebt hervor, „[d]urch kritische Prüfung der gängigen Hypothesen und neue, umfassende Untersuchung der Quellen“ habe Maier in seiner 1989 veröffentlichten Dissertation „das Dunkel der Frühgeschichte Münchens und seines Umlandes merklich lichten“ können. Maier schrieb für Richard Bauers Geschichte der Stadt München 1992 den Teil zur Frühgeschichte, den Bernd Roeck als „derzeit beste und einleuchtendste Reflexion des Forschungsstandes“ bezeichnet hat. Auch sein letzter Beitrag dazu, ein umfangreicher Aufsatz von 2008 über die „Entstehung des forum Munichen“, ist in der Forschung rezipiert worden; Rudolf Schieffer bezeichnet Maiers Thesen einer besonders frühen Marktentwicklung am Ort des späteren München allerdings als „recht hypothetische Überlegungen.“
Maier gab 1998 den wichtigen Band Die Welfen. Landesgeschichtliche Aspekte ihrer Herrschaft mit heraus, der auf einer Tagung des Memminger Forums für schwäbische Regionalgeschichte vom November 1991 beruhte und der Welfenforschung „neue Impulse“ gab. Maier leistete darin die „prägnant[e]“ Zusammenfassung der Einzelvorträge in der Einleitung.
Außerdem schrieb Maier eine Reihe von Artikeln für Bosls bayerische Biographie. Er tritt als Experte für die frühe Münchner Stadtgeschichte auf und forscht zur regionalen Geschichte, unter anderem zum „oberländischen Salzweg“.

## Veröffentlichungen
- Marktgründung und Herrschaftsstruktur. Zur frühesten Geschichte Münchens im 12. Jahrhundert. In: Wolfgang Hartung, Joachim Jahn, Immo Eberl (Hrsg.): Oberdeutsche Städte im Vergleich. Mittelalter und frühe Neuzeit (= Regio. Forschungen zur schwäbischen Regionalgeschichte. Bd. 2). Regio-Verlag Glock und Lutz, Sigmaringendorf 1989, ISBN 3-8235-6112-X, S. 16–34.
- Stadt und Herrschaft. Ein Beitrag zur Gründungs- und frühen Entwicklungsgeschichte Münchens (= Miscellanea Bavarica Monacensia. Bd. 147). Uni-Druck, München 1989, ISBN 3-87821-274-7, zugleich Dissertation, Universität München, 1988.
- Vom Markt zur Stadt – Herrschaftsinhaber und Führungsschichten, 1158 bis 1294. In: Richard Bauer (Hrsg.): Geschichte der Stadt München. Beck, München 1992, ISBN 3-406-35946-9, S. 13–60.
- Salzstraßen in Bayern. In: Manfred Treml, Wolfgang Jahn, Evamaria Brockhoff (Hrsg.): Salz. Macht. Geschichte. Aufsätze. Haus der Bayerischen Geschichte, Augsburg 1995, ISBN 3-927233-37-4, S. 280–287.
- Bearb. mit Manfred Treml: Karl Bosl. Eine Bibliographie (= Materialien zur Bayerischen Geschichte und Kultur. Bd. 3/96). Haus der Bayerischen Geschichte, Augsburg 1996, ISBN 3-927233-43-9.
- Hrsg. mit Joachim Jahn und Karl-Ludwig Ay: Die Welfen. Landesgeschichtliche Aspekte ihrer Herrschaft (= Forum Suevicum. Beiträge zur Geschichte Ostschwabens und der benachbarten Regionen. Bd. 2). UVK, Konstanz 1998, ISBN 3-87940-598-0 (Rezension).
- Personale Netzwerke, Raumbeziehungen und Raumerfassung als Faktoren der Entstehung des forum Munichen. Lokale Befunde und überregionale Perspektiven. In: Hubertus Seibert, Alois Schmid (Hrsg.): München, Bayern und das Reich im 12. und 13. Jahrhundert (= Zeitschrift für bayerische Landesgeschichte. Beiheft, Reihe B, Bd. 29). Beck, München 2008, ISBN 978-3-406-10670-5, S. 317–367.